# Acteocina eximia
Acteocina eximia är en snäckart som först beskrevs av Baird 1863.  Acteocina eximia ingår i släktet Acteocina och familjen Cylichnidae. Inga underarter finns listade i Catalogue of Life.